# Eupithecia trilineata
Eupithecia trilineata là một loài bướm đêm trong họ Geometridae.